# Alfred Gürtler
Alfred Gürtler (* 30. Oktober 1875 in Gabel in Böhmen, Österreich-Ungarn; † 15. März 1933 in  Laßnitzhöhe bei Graz) war ein österreichischer Statistiker, Nationalökonom und Politiker.

## Herkunft
Alfred Gürtler war das älteste von sechs Kindern des Fabrikbesitzers Wilhelm Gürtler (1847–1912), Sohn des Ignaz Gürtler (* 1802 in Tölzelsdorf (Tlustce) Gem. Gross-Walten (Velky Valtinov), Bezirk Deutsch-Gabel, 1829 Gründer der Weberei und Baumwollwarenfirma I. Gürtler in Gabel, 1870 ebd. verstorben), der zusammen mit seinem Bruder August Heinrich Gürtler (verstorben 1902) Erbe und Leiter des väterlichen Betriebes wurde. Wilhelm Gürtler ehelichte Maria Schwab (* 1848 in Budapest, am 2. Februar 1926 in Deutsch Gabel verstorben), Tochter eines Professors, von 1912 bis 1926 selbständige Leiterin der Firma I. Gürtler, um diese als Familienbetrieb zu erhalten. ( siehe: Gedenkschrift: 100 Jahre I. Gürtler Söhne (1929))

## Leben
Alfred Gürtler besuchte das Gymnasium in Leitmeritz und Böhmisch-Leipa, wo er 1895 die Matura ablegte. Anschließend absolvierte er ein Studium der Rechts- und Staatswissenschaften an den Universitäten Prag, Czernowitz und Graz. Dort schloss er 1902 als Dr. jur. ab. Von 1903 bis 1905 war er wissenschaftlicher Mitarbeiter beim Statistischen Landesamt Steiermark in Graz und von 1904 bis 1909 Privatassistent von Ernst Mischler (1857–1912), österreichischer Statiker und Wirtschaftswissenschaftler. Während seiner Schulzeit wurde er Mitglied der Pennalverbindung Die Landsknechte Böhmisch-Leipa und während des Studiums 1894 Mitglied der Akademischen Burschenschaft Carolina zu Prag.
Ab 1907 war Alfred Gürtler Privatdozent und ab 1911 unbesoldeter außerordentlicher Universitätsprofessor der Statistik und des österreichischen Finanzrechts, ab 1919 ordentlicher Professor für Finanzrecht, Statistik und Staatswissenschaften an der in Graz.
1907 scheiterte er als Kandidat der Deutschen Volkspartei bei den Reichsratswahlen, war jedoch weiterhin für die Deutschnationalen politisch tätig. 1919 wechselte er in das Lager der Christlichsozialen.

## Christlichsozialer Politiker
Als Beirat des Staatskanzlers Karl Renner in der österreichischen Delegation bei dem Vertrag von Saint-Germain am Ende der österreich-ungarischen Monarchie wurde Alfred Gürtler 1919 bis 1920 für die Christlichsoziale Partei (Österreich) Mitglied der Konstituierenden Nationalversammlung und war bis 1930 Abgeordneter im Nationalrat. 
Unter der Bundesregierung Schober I und Schober II war er von 1921 bis 1922 österreichischer Bundesminister für Finanzen. Von 1926 bis 1927 war er Landeshauptmann der Steiermark und von 1928 bis 1930 christlichsozialer Präsident des Nationalrats.

## Privates
Alfred Gürtler heiratete in der Evangelischen Pfarre zu Graz am 14. September 1912 Irene Miglitz (1892–1983), eine Tochter des k. k. Sanitätsrats und Besitzers des Sanatoriums in Laßnitzhöhe Eduard Miglitz. Aus der Ehe gingen die drei Töchter Liselotte (1913–2003), Ärztin, verheiratet mit dem Arzt Karl Tritthart (1905–1974), Annemarie (1915–1973) und Magdalene (1921–1977), medizinisch-technische Assistentin, verheiratet mit dem Arzt N. Peters, hervor.

## Publikationen (Auswahl)
- Verzeichnis siehe Wilhelm Kosch: Biographisches Staatshandbuch 1–2 (1963)
- Die Volkszählungen Maria Theresias und Joseph II., 1909
- Österreich-Ungarn und des Deutschen Reiches Anteil am Welthandel, 1915
- Österreich-Ungarn als Schema für Mitteleuropa, 1916
- Mittelstandspolitik, 1918
- Jesus Christus oder Karl Marx ?, 1931